# Perupithecus
Perupithecus ist eine fossile Gattung der Primaten aus dem späten Eozän vor etwa 35 Millionen Jahren in Südamerika. Sie galt laut Erstbeschreibung als der bislang älteste Beleg für Neuweltaffen, steht aber phylogenetischen Untersuchungen zufolge der einst nordafrikanisch verbreiteten Gruppe der Oligopithecidae nahe. Die Gattung und die bislang einzige Art der Gattung, Perupithecus ucayaliensis, wurden erstmals 2015 wissenschaftlich beschrieben.
Entdeckt und Gattung und Art zugeordnet wurde bislang nur ein einziger Zahn.

## Namensgebung
Perupithecus in ein Neologismus. „Peru“ verweist auf den südamerikanischen Staat, in dem die für die Erstbeschreibung herangezogenen Funde entdeckt wurden. Die zweite Hälfte des Gattungsnamens ist abgeleitet von dem griechischen Wort πίθηκος (altgriechisch ausgesprochen píthēkos: „Affe“). Das Epitheton der Typusart Perupithecus  ucayaliensis verweist auf den Fundort in der peruanischen Region Ucayali, am linken Ufer des Río Yurúa bei 9° 29' 39 S, 72° 45' 48 W. Perupithecus ucayaliensis bedeutet demnach „peruanischer Affe aus Ucayali“. In der gleichen Fundstätte in der Provinz Ucayali wurde auch der etwas jüngere Ucayalipithecus perdita entdeckt.

## Erstbeschreibung
Als Holotypus der Gattung und zugleich der Typusart Perupithecus ucayaliensis wurde in der Erstbeschreibung ein einzeln gefundener, linker Molar aus dem Oberkiefer benannt. Dieser Zahn mit der Sammlungsnummer CPI-6486 wird im Instituto Geológica, Minero y Metalúrgico in Lima verwahrt.
In der Erstbeschreibung von Gattung und Typusart wurden zudem Fragmente von zwei weiteren Molaren aus einem Oberkiefer sowie von einem kompletten Molar aus einem Unterkiefer vorgestellt. Diese drei Zähne wurden jedoch, da sie deutlich kleiner sind als der Zahn CPI-6486, nicht Perupithecus ucayaliensis zugeschrieben. Vielmehr wurden sie zwei eigenständigen Arten zugeordnet, die aber nicht benannt, sondern vorläufig als incertae sedis („unsicher“) eingestuft wurden.
Alle vier Zähne stammen aus dem gleichen, Yahuarango Formation genannten Fundhorizont und wurden als Beleg dafür ausgewiesen, dass zur Zeit des Entstehens dieses Fundhorizonts bereits eine diversifizierte Neuweltaffen-Biozönose in Südamerika existierte.
Da die vier Zähne nicht direkt datiert wurden, wird in einem die Erstbeschreibung ergänzendem Dokument deren Alter sehr zurückhaltend erörtert; demnach ist es nicht älter als 41 Mio. Jahre. In der Zusammenfassung der Erstbeschreibung heißt es gleichfalls zurückhaltend, dass die zuvor bekannten ältesten Affen-Fossilien aus Südamerika „annähernd 26 Mio. Jahre alt“ gewesen seien und Perupithecus ucayaliensis die fossilen Belege für Primaten in Südamerika „um annähernd 10 Mio. Jahre“ in die Vergangenheit verlängere.

## Bedeutung des Fundes
Wie zuvor bei Branisella wird auch der Fund von Perupithecus – die Ähnlichkeit aller vier in dessen Erstbeschreibung erwähnten Zähne mit Fossilien aus Afrika – als Beleg dafür interpretiert, dass die Neuweltaffen eine Schwestergruppe afrikanischer Altweltaffen aus dem Eozän sind; als mögliche enge afrikanische Verwandte erwähnt wird insbesondere die Gattung Talahpithecus aus der Gruppe der Oligopithecidae. Hieraus wiederum wurde geschlussfolgert, dass die Vorfahren der in Südamerika fossil belegten Neuweltaffen auf nicht genau bekannte Weise – vermutlich auf Treibholz schwimmend – den Atlantik überquert hatten.

## Belege
1. 1 2  Mariano Bond, Marcelo F. Tejedor, Kenneth E. Campbell Jr, Laura Chornogubsky, Nelson Novo, Francisco Goin: Eocene primates of South America and the African origins of New World monkeys. In: Nature. Band 520, Nr. 7548, 2015, S. 538–541, doi:10.1038/nature14120
2. ↑  Supplementary Information.
3. 1 2  Laurent Marivaux, Francisco R. Negri, Pierre-Olivier Antoine, Narla S. Stutz, Fabien L. Condamine, Leonardo Kerber, François Pujos, Roberto Ventura Santos, André M. V. Alvim, Annie S. Hsiou, Marcos C. Bissaro Jr., Karen Adami-Rodrigues und Ana Maria Ribeiro: An eosimiid primate of South Asian affinities in the Paleogene of Western Amazonia and the origin of New World monkeys. In: PNAS. Band 120, Nr. 28, 2023, Artikel-Nr.: e2301338120, doi:10.1073/pnas.2301338120.